# Ким Суан
Ким Суан (кор. 김수안; род. 26 января 2006, Республика Корея) — южнокорейская актриса. Она дебютировала в индустрии развлечений, когда ей было пять лет, и с тех пор снималась в фильмах и телесериалах, в конечном итоге получив более широкое признание благодаря своей роли в международном популярном фильме «Поезд в Пусан» (2016).

## Карьера
Ким дебютировала как актриса в фильме «Прости, спасибо» в 2011 году. С тех пор она стала востребованной детской актрисой как в независимых, так и в высокобюджетных фильмах, таких как Sprout (2013), Mad Sad Bad (2014) и Coin Locker Girl (2015).
В 2016 году она получила более широкое признание за роль дочери персонажа Гон Юв кассовом зомби-хите «Поезд в Пусан». В том же году она подписала эксклюзивный контракт с агентством по управлению талантами Blossom Entertainment.
В 2017 году она снялась в боевике «Кунхам: Пограничный остров», сыграв дочь Хван Чжон Мина. Она была удостоена премии Buil Film Awards за лучшую женскую роль второго плана. Она также появилась в фильме «Вместе с богами: два мира» (2017).